# Martyn Day

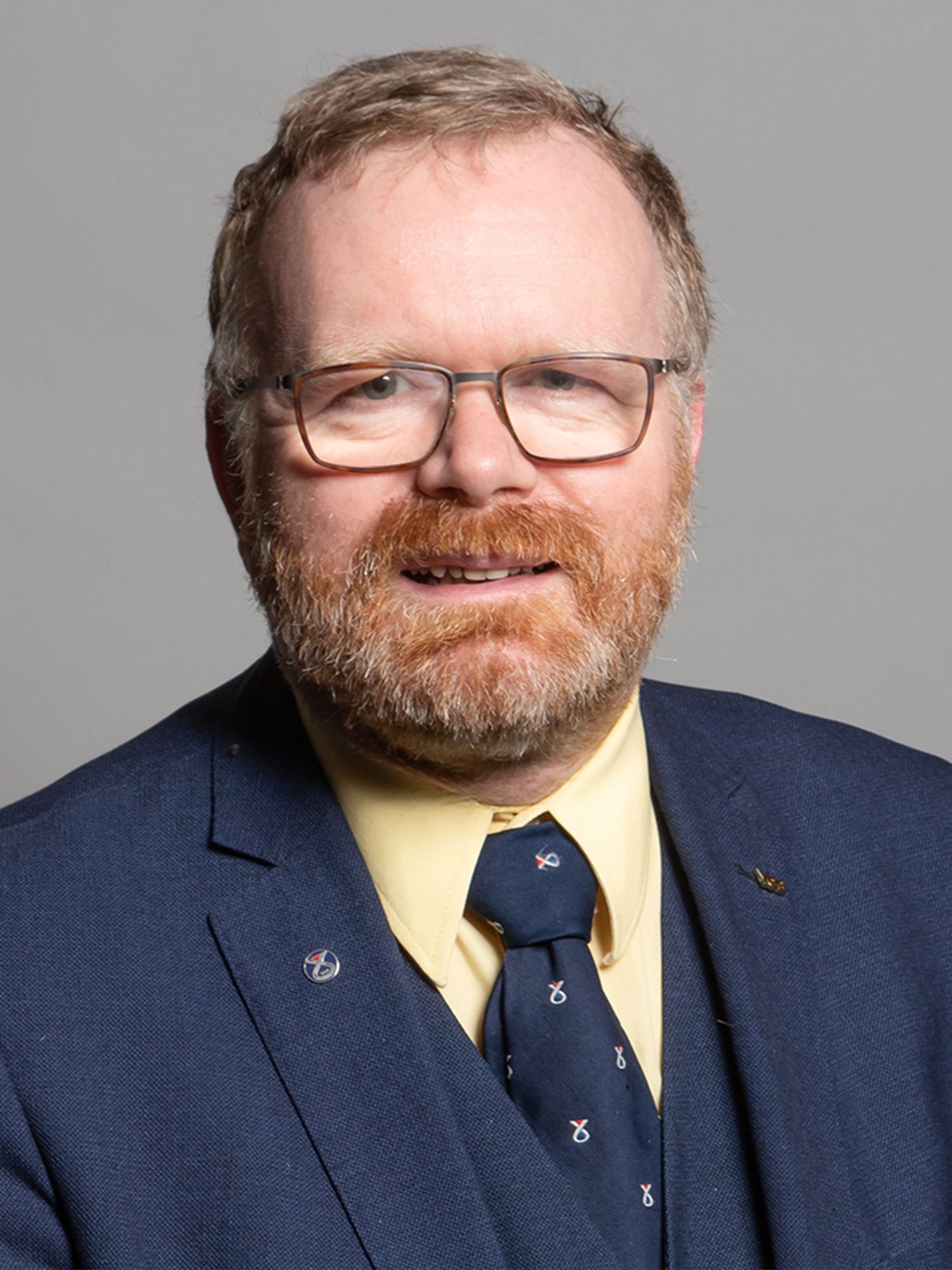
Martyn Day (2017)

Martyn Day (* 26. März 1971 in Falkirk) ist ein schottischer Politiker der Scottish National Party (SNP).

## Politischer Werdegang
Bereits seit 1992 fungierte Day als Wahlhelfer der SNP in Linlithgow. Bei den schottischen Parlamentswahlen 1999 und 2011 war er Wahlkampfleiter der Wahlkreise Linlithgow beziehungsweise Falkirk East. Ebenso bei den Unterhauswahlen 2010 im Wahlkreis Linlithgow and East Falkirk.
1999 wurde Day für die SNP in den Regionalrat von West Lothian gewählt und bis 2015 bei allen folgenden Regionalwahlen erneut gewählt. Als Teil der SNP-geführten Regierung West Lothians war er zwischen 2007 und 2012 für die Ressorts Entwicklung und Verkehr zuständig. In der folgenden Oppositionsphase fungierte er sowohl als Sprecher der SNP-Fraktion für diese Themengebiete als auch als Whip.
Bei den britischen Unterhauswahlen 2015 bewarb sich Day für die SNP um das Mandat seines Heimatwahlkreises Linlithgow and East Falkirk. Mit den massiven Stimmgewinnen der SNP bei diesen Wahlen gewann Day mit 52,0 % die Stimmmehrheit und zog in der Folge erstmals in das britische Unterhaus ein. Er setzte sich dabei gegen den Labour-Abgeordneten Michael Connarty durch, welcher den Wahlkreis seit seiner Einführung 2005 im House of Commons vertrat. Im Parlament ist Day Mitglied des Administration Committee. Trotz Stimmverlusten behauptete Day bei den vorgezogenen Unterhauswahlen 2017 sein Mandat.